# Маріо Адольфо Букаро Флорес
Маріо Адольфо Букаро Флорес (ісп. Mario Adolfo Búcaro Flores; нар. 5 травня 1973) — гватемальський дипломат, державний службовець, міністр закордонних справ Гватемали з 1 лютого 2022 року. Раніше був послом Гватемали в Мексиці, Ізраїлі, Болгарії та на Кіпрі.

## Освіта і досвід
Маріо Букаро має фах юриста і нотаріуса, ступінь із юридичних і соціальних наук, ступінь магістра з міжнародного приватного права (навчався в Іспанії) і ступінь магістра з комерційних питань.
Пройшов навчання на сертифікованого медіатора. Спеціалізувався на міжнародній медіації та розв'язанні конфліктів. Був головою Ради директорів Міжнародного центру посередництва Гватемало-Мексиканської торгово-промислової палати.

## Відносини з Україною
25 липня 2022 року у рамках офіційного візиту в Україну Президента Республіки Гватемала Алехандро Джамматтеї Маріо Букаро підписав разом зі своїм українським колегою Дмитром Кулебою Угоду про безвізовий режим та Меморандум про співпрацю між дипломатичними академіями обох держав.
22 лютого 2023 року заявив, що Гватемала рішуче засуджує неспровоковану агресію Росії проти України, розцінює її як грубе порушення Статуту ООН та підтримує всі зусилля щодо притягнення РФ до відповідальності за скоєні злочини.
25 лютого 2023 року в Нью-Йорку зустрівся з керівником МЗС України Дмитром Кулебою, обговоривши спільні зусилля з притягнення Росії до відповідальності, зокрема, за злочин агресії. Тоді ж Гватемала в особі її міністра закордонних справ першою з країн Латинської Америки висловила намір підтримати створення спеціального трибуналу щодо Росії.
11 травня 2023 року Маріо Букаро провів переговори з Дмитром Кулебою під час першого в історії візиту глави МЗС України до Гватемали. Голова гватемальського зовнішньополітичного відомства запросив українського міністра закордонних справ взяти участь у Раді міністрів Асоціації Карибських держав.